# Jeroni d'Estridó
|  | «Sant Jeroni» redirigeix aquí. Vegeu-ne altres significats a «sant Jeroni (desambiguació)». |

Eusebi Jeroni Sofroni (llatí: Eusebius Sofronius Hieronymus; grec antic: Εὐσέβιος Σωφρόνιος Ἱερώνυμος, Eusébios Sofrónios Ierónimos; Estridó vers 331/345 - Betlem, 30 de setembre del 420) fou un sacerdot cristià, confessor, teòleg i historiador. És considerat un dels principals teòlegs dels inicis de la Patrística. És venerat com a sant a tota la cristiandat i és un dels Grans Doctors de l'Església. És conegut com a Sant Jeroni i Jeroni d'Estridó.
Va néixer a Estridó, un poble prop d'Emona a la frontera de Dalmàcia i Pannònia. És conegut per la seva traducció de la Bíblia al llatí (la traducció que es va conèixer com la Vulgata) i els seus comentaris sobre la Bíblia. Jeroni va intentar fer una traducció de l'Antic Testament basada en una versió hebrea, en comptes de la Septuaginta, ja que abans d'ell es feien traduccions de la Bíblia llatina. La seva llista d'escrits és extensa i, al costat de les seves obres bíbliques, va escriure assaigs polèmics i històrics, sempre des d'una perspectiva teològica.
Jeroni era conegut pels seus ensenyaments sobre la vida moral cristiana, especialment per als que vivien en centres cosmopolites com Roma. En molts casos, va centrar la seva atenció en com hauria de viure la seva vida una dona dedicada a Jesús. Aquest enfocament va derivar de les seves estretes relacions de mecenes amb diverses ascetes femenines prominents que eren membres de famílies senatorials riques. Les seves despulles van ser primer enterrades a Jerusalem i després haurien estat traslladades a la basílica de Santa Maria Major, una de les quatre grans basíliques de Roma.
A causa de la seva obra, és reconegut com a sant i Doctor de l'Església per l'Església Catòlica, i com a sant a l'Església Ortodoxa Oriental, a l'Església Luterana i a la Comunió Anglicana. La seva festa és el 30 de setembre en el calendari gregorià. L'orde dels jerònims (o "ermitans de Sant Jeroni") fa referència a ell.

## Biografia

### Primers anys de vida
Eusebi Jeroni Sofroni va néixer a Estridó, una ciutat entre Dalmàcia i Pannònia que seria destruïda pels gots el 377. El naixement va ser cap al 342–347 dC, si bé Pròsper Aquitani indica una data en la seva crònica, d'altres autors no la segueixen, ja que el mateix sant diu que estudiava gramàtica en morir Julià l'Apòstata (363), i en aquest cas sembla més apropiat un naixement vers el 345. Era d'ascendència il·líria, encara que el seu domini de la llengua il·líria és un tema que no és clar. Els seus pares eren cristians i, amb una rica formació, posseeixen un domini D'acord amb els costums de l'època, no va ser batejat, sinó que va ser registrat com a catecumen. No va ser finalment batejat fins al voltant del 360–369 a Roma, on havia anat amb el seu amic Bonos de Sàrdica a fer estudis retòrics i filosòfics (aquest Bonos podria haver estat o no el mateix Bonos a qui Jeroni identifica com el seu amic que va anar a viure com a ermità a una illa de l'Adriàtic). Jeroni va estudiar amb el gramàtic Eli Donat, a qui va atribuir el famós proverbi pereant qui ante nos nostra dixerunt. Allà va aprendre llatí i almenys una mica de grec, tot i que en aquesta etapa probablement encara no havia adquirit la familiaritat amb la literatura grega que va assolir més tard.

Mentre fou estudiant, Jeroni es va lliurar a una vida superficial i d'experimentació sexual amb els companys estudiants de Roma, però després va patir terribles atacs de culpa. Per apaivagar la seva consciència, els diumenges visitava els sepulcres dels màrtirs i dels Apòstols a les catacumbes. Aquesta experiència li va recordar els terrors de l'Infern:
Sovint em trobava entrant en aquelles criptes, excavades al terra, amb les seves parets a banda i banda revestides amb cossos de morts, on tot era tan fosc que gairebé semblava que s'havien complert les paraules del salmista: Que baixin ràpid a l'infern.［Psalm 55:15］ Aquí i allà la llum, que no entrava per les finestres, sinó que es filtrava des de dalt per canals, alleujava l'horror de la foscor. Però de nou, tan bon punt em trobava avançant amb cautela, la nit negra es va tancar i em va venir al cap la frase de Virgili, "Horror ubique animos, simul ipsa silentia terrent".

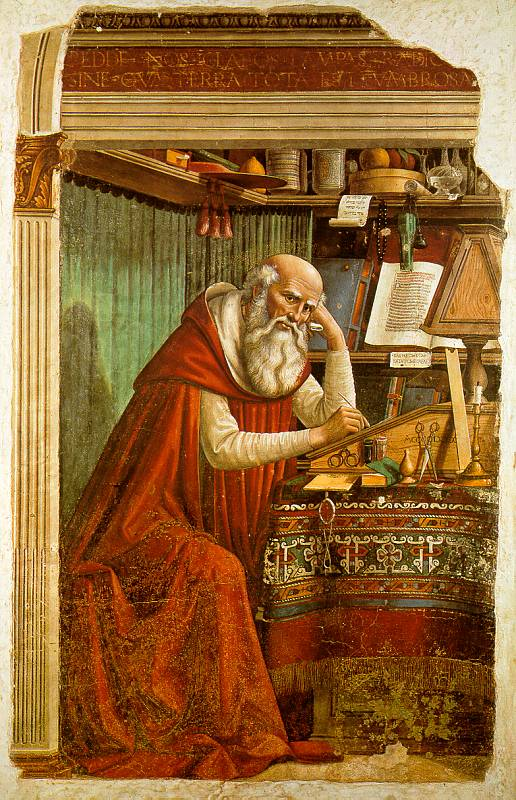
Sant Jeroni al seu estudi (1480), de Domenico Ghirlandaio

La frase recollida per Virgili diu: «Per totes bandes l'horror es va estendre àmpliament; el mateix silenci respirava un terror a la meva ànima».

### Conversió al cristianisme

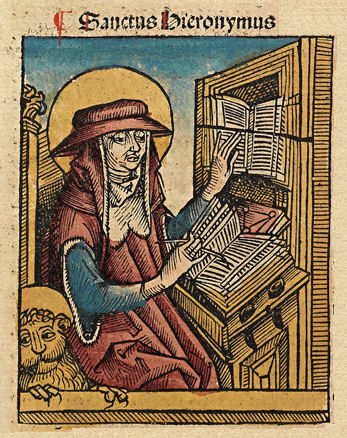
Sant Jeroni a la Crònica de Nuremberg

Tot i que al principi tenia por del cristianisme, finalment es va convertir.

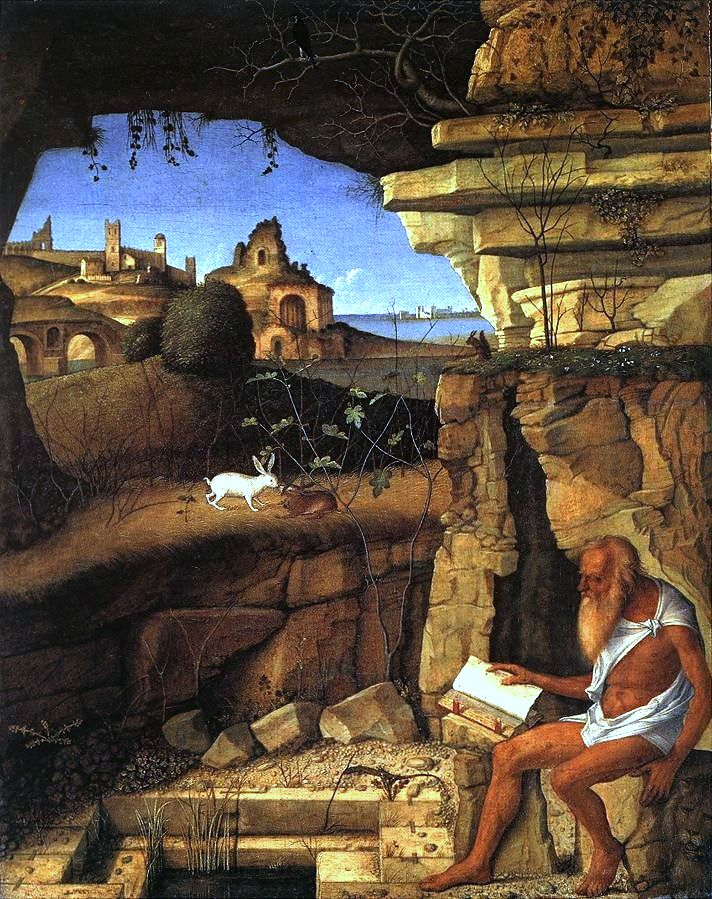
Sant Jeroni al desert, de Giovanni Bellini (1505)

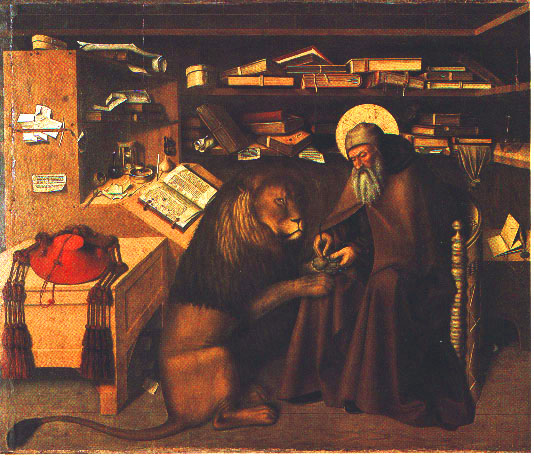
Sant Jeroni al seu estudi, de Niccolò Antonio Colantonio c. 1445 –46, representa l'eliminació d'una espina de la pota d'un lleó per part de Jeroni.

Pres d'un desig d'una vida de penitència ascètica, Jeroni es va dirigir durant un temps al desert de Qinnasrin, al sud-est d'Antioquia, conegut com la «Tebaida siriana» pel nombre d'eremites que l'habitaven. Al desert va romandre quatre anys en la més rígida observança de les pràctiques dels monjos ascetes. Durant aquest període, també va trobar temps per estudiar i escriure. Va fer el seu primer intent d'aprendre hebreu sota la guia d'un jueu convers; i va estar en correspondència amb cristians jueus a Antioquia. Va copiar un Evangeli hebreu, del qual es conserven fragments a les seves notes. Es coneix avui com l'evangeli dels hebreus que els natzarens consideraven el veritable evangeli de Mateu. Jeroni va traduir parts d'aquest evangeli hebreu al grec.
El papa Damas I el 382, poc abans de morir, va encomanar a una comissió de traductors i a Jeroni d'Estridó la supervisió de la tasca, les traduccions dels textos bíblics: alguns tenien una versió en llatí (Vetus Llatina) però la majoria estaven en grec o en hebreu. L'Antic Testament de la Vulgata és la primera versió llatina que es traduïa directament del tanakh hebreu, en comptes de traduir la versió en grec de la Septuaginta. Del Nou Testament, originàriament en grec, només en revisà els evangelis. La Vulgata esdevingué la versió llatina definitiva i oficial de l'Església Catòlica Romana. També va actualitzar el Saltiri que conté el Llibre dels Salms llavors en ús a Roma, basat en la Septuaginta.

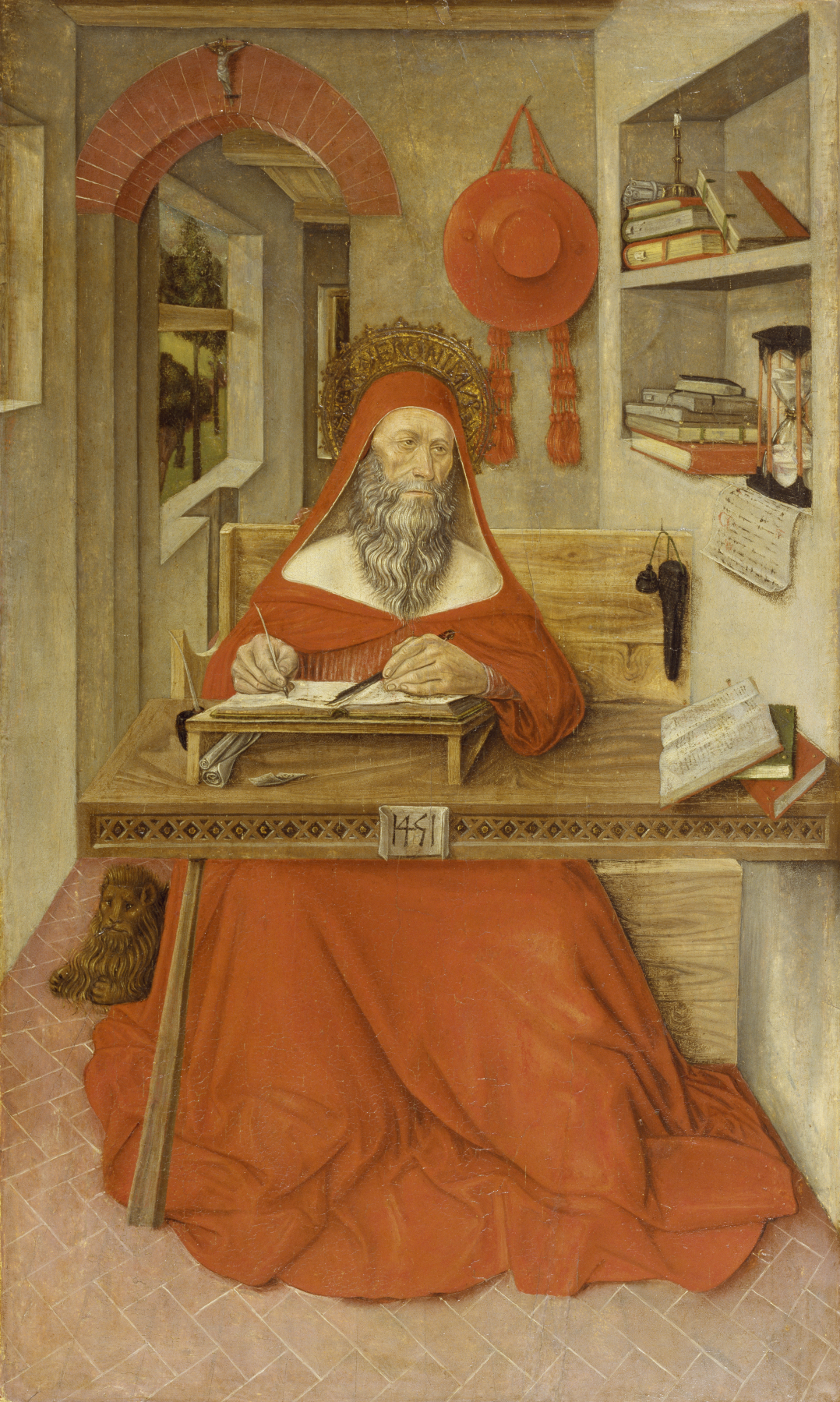
Sant Jeroni en el seu estudi, 1451, d'Antonio da Fabriano II, mostra instruments d'escriptura, rotlles i manuscrits que testimonien les activitats erudites de Jeroni. Museu d'Art Walters.

Al llarg de les seves epístoles es mostra envoltat de dones i unit amb vincles estrets; s'estima que el 40% de les seves epístoles anaven adreçades a algú del sexe femení. I en el seu moment va ser criticat per això.
A Roma, Jeroni estava envoltat d'un cercle de dones de classe alta, entre les quals hi havia algunes de les famílies patricies més nobles, com les vídues Lea, Marcella i Paula, amb les filles de Paula Blaesilla i Eustochium. La consegüent inclinació d'aquestes dones cap a la vida monàstica, allunyades de la lascívia indulgent a Roma, i les seves crítiques implacables al clergat secular de Roma, van provocar una creixent hostilitat contra ell entre el clergat romà i els seus partidaris.
A la mort de Damas I el 384, qui el protegia, va sortir de Roma el mes d'agost del 385 amb alguns amics i va passar per Rhegium i fins a Xipre on fou rebut per Epifani I de Constància, bisbe de Salamina, que llavors s'anomenava Constància, i finalment fins a Antioquia. Allà se li van unir altres seguidors, la rica vídua Paula i la seva filla Eustòquia, i altres dones, i tots junts van fer una volta per Terra Santa, van visitar Egipte i van tornar a Palestina el 386.
Es van establir a Betlem, on Paula va construir quatre monestirs, tres de monges i un de monjos. Paula fou abadessa d'un dels primers fins a la seva mort el 404, quan li va succeir la seva filla. Jeroni fou abat del monestir de monjos i en aquest retir va romandre la resta de la seva vida, treballant com a abat i escrivint llibres. En aquest temps els pelagians van assaltar el monestir i Jeroni es va escapar amb dificultats i va romandre dos anys fora (416-418). Va tornar el 418 i hi va morir el 30 de setembre del 420.
El dia 30 de setembre, el dia de Sant Jeroni, se celebra el dia internacional de la traducció en honor seu, ja que és considerat el patró dels traductors, entre d'altres.

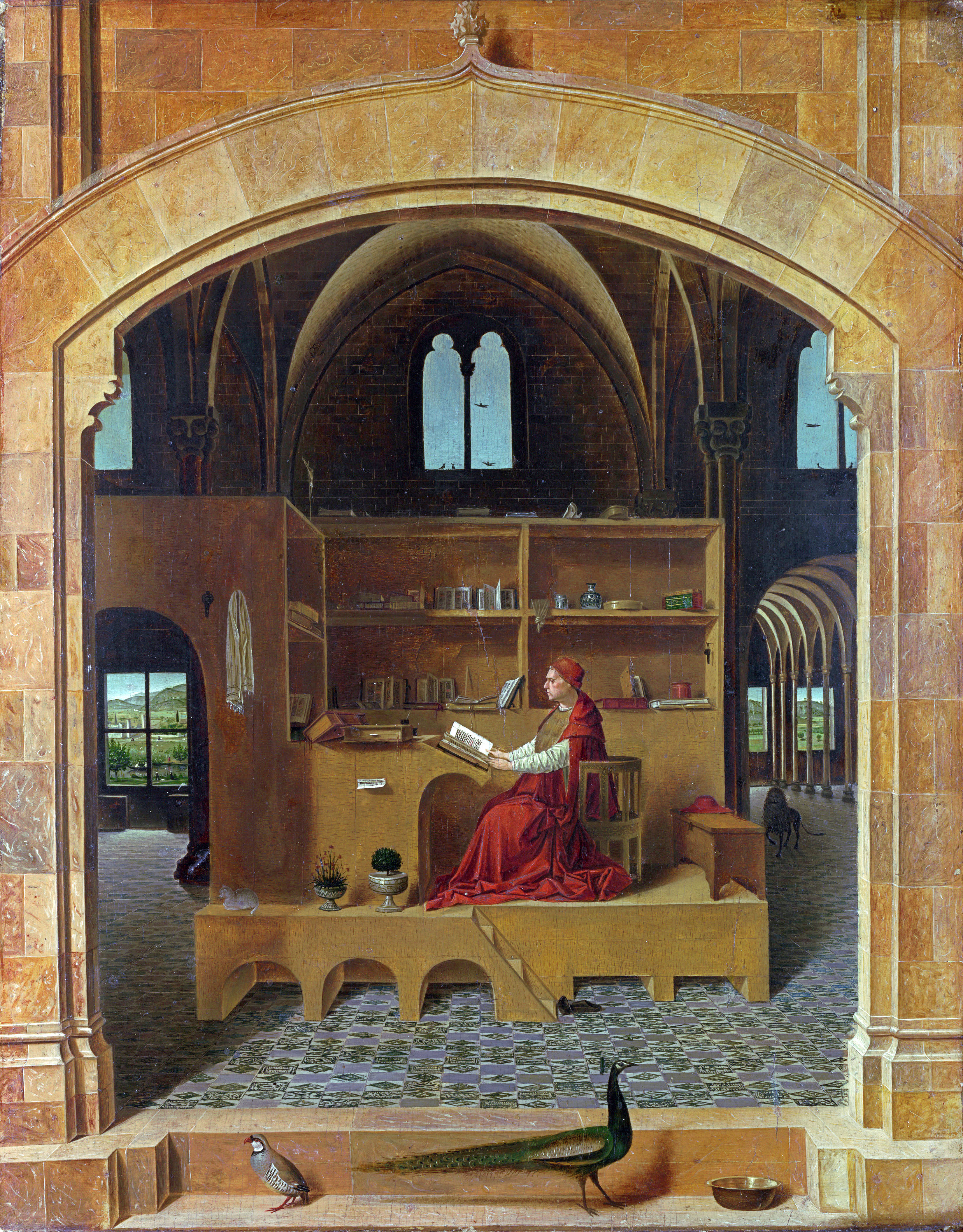
Antonello da Messina: Sant Jeroni al seu estudi, National Gallery, Londres

## Obres
De Sant Jeroni resten quatre tipus d'obres:
- a) Epístoles
  - Epístoles teològiques
  - Epístoles Polèmiques
  - Epístoles morals
- b) Tractats
  - 1. Vita S. Pauliprimi Eremitae
  - 2. Vita S. Hilarionis Eremitae
  - 3. Vita Malchi Monachi captivi
  - 4. Regula S. Pachomii
  - 5. S. Pachomii et S. Theodorici Epistolae et Verba Mystica
  - 6. Didymi de Spiritu Sancto Liber III
  - 7. Altercatio Luciferiani et Orthodox
  - 8. Adversus Helvidium Liber
  - 9. Adversus Jovinianum Libri II
  - 10. Contra Vigilantium Liber
  - 11. Contra Joannem Hierosolymitanum
  - 12. Apologetici adversus Rufinum Libri III
  - 13. Dialogi contra Pelagianos
  - 14. De Viris Illustribus s. De Scriptoribus Ecclesiaslicis
  - 15. De Nominibus Hebraicis
  - 16. De Situ et Nominibus locorum Hebraicorum
- c) Comentaris sobre la Bíblia
  - 1. Quaestionum Hebraicarum in Genesim Liber
  - 2. Commentarii in Ecclesiasten
  - 3. In Canticum Canticorum Tractatus II
  - 4. Commentarii in Iesaiam
  - 5. Homiliae novem in Visiones Iesaiae ex Gracco Origenis
  - 6. Commentarii in Jeremiam
  - 7. Commentarii in Ezechielem
  - 8. Commentarius in Danielem
  - 9. Homiliae Origenis XXVIII in Jeremium et Ezechielem
  - 10. Commentarii in XII Prophetas minores
  - 11. Commentarii in Matthaeum
  - 12. Homiliae XXXIX in Lucam ex Origene
  - 13. Commentarii in Pauli Epistolas
  - 14. Chronica Eusebii
- d) Biblioteca divina
  - L'obra més important fou la versió llatina de l'Antic i del Nou Testament, coneguda com la Vulgata
- e) Un cinquè tipus són les obres perdudes, algunes certes i d'altres dubtoses. Les obres que van existir en algun moment i són segures, són:
  - 1. Interpretatio vetus SS. V. T. ex Graeco τῶν LXX. emendata,
  - 2. Evangelium juxta Hebraeos
  - 3. Specimen Commentarii in Abdiam
  - 4. Commentarii in Psalmos
  - 5. Commentarioli in Psalmos
  - 6. Versio Latina Libri Origeniani Περὶ Ἀρχῶν
  - 7. Versio Libri Theophili Episcopi Alexandrini in S. Joannem Chrysostomum
  - 8. Epistolae (cartes conegudes però que no es conserven)
- Les obres desaparegudes de les que l'existència o autoritat no és segura, són:
  - 1. Quaestiones Hebraicae in Vetus Testamentum
  - 2. Commentarii breviores in XII Prophetas  ὑπομνήματα dicti.
  - 3. Libri XIV in Jeremiam
  - 4. Alexandri Aphrodisei Commentarii Latine conversi
  - 5. Liber ad Abundantium (o Antium).
  - 6. De Similitudine Carnei Peccai contra Manichaeos

## Iconografia
Obresː
- Pietat Desplà, obra de Bartolomé Bermejo (1490) conservada al Museu de la Catedral de Barcelona
- Sant Jeroni penitent, obra del Mestre de la seu d'Urgell. Cap a 1495. (MNAC)
- Relleu a un dels púlpits de la catedral de Tortosa
- Sant Jeroni, d'Albrecht Dürer, 1521 (Museu Nacional d'Art Antic, Lisboa)
- Sant Jeroni penitent, obra de Caravaggio. 1605-1606. Museu de Montserrat.
- Sant Jeroni escrivint, obra de Caravaggio. 1607-1608. Cocatedral de Sant Joan, La Valletta
- Sant Jeroni d'El Greco. 1610 (Museu Metropolità d'Art de Nova York)
- Sant Jeroni penitent, de Francisco Salzillo. 1755 (Museu de la Catedral de Múrcia)

## Galeria d'imatges

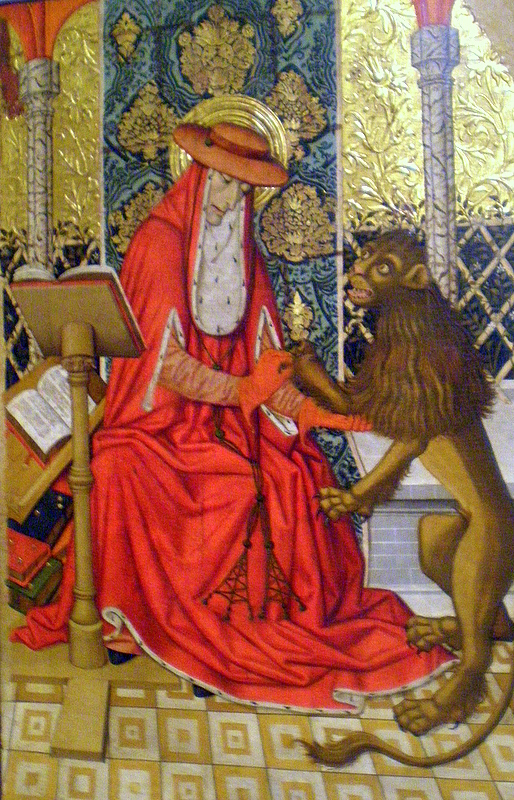
Sant Jeroni, de Pere Garcia de Benavarri (vers 1470)
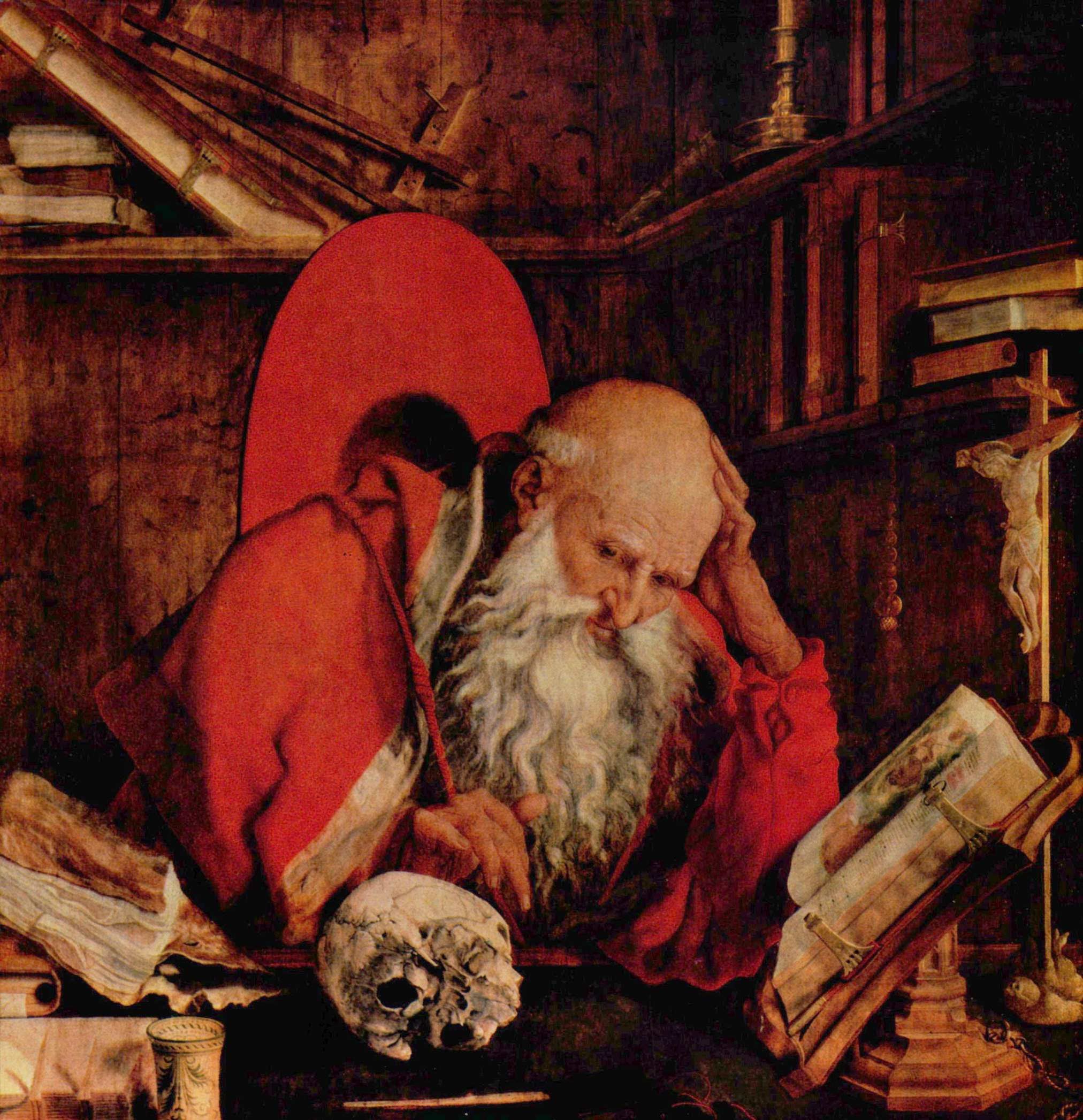
Oli de Marinus van Reymerswaele, 1550 (Dresden, Gemäldegalerie)
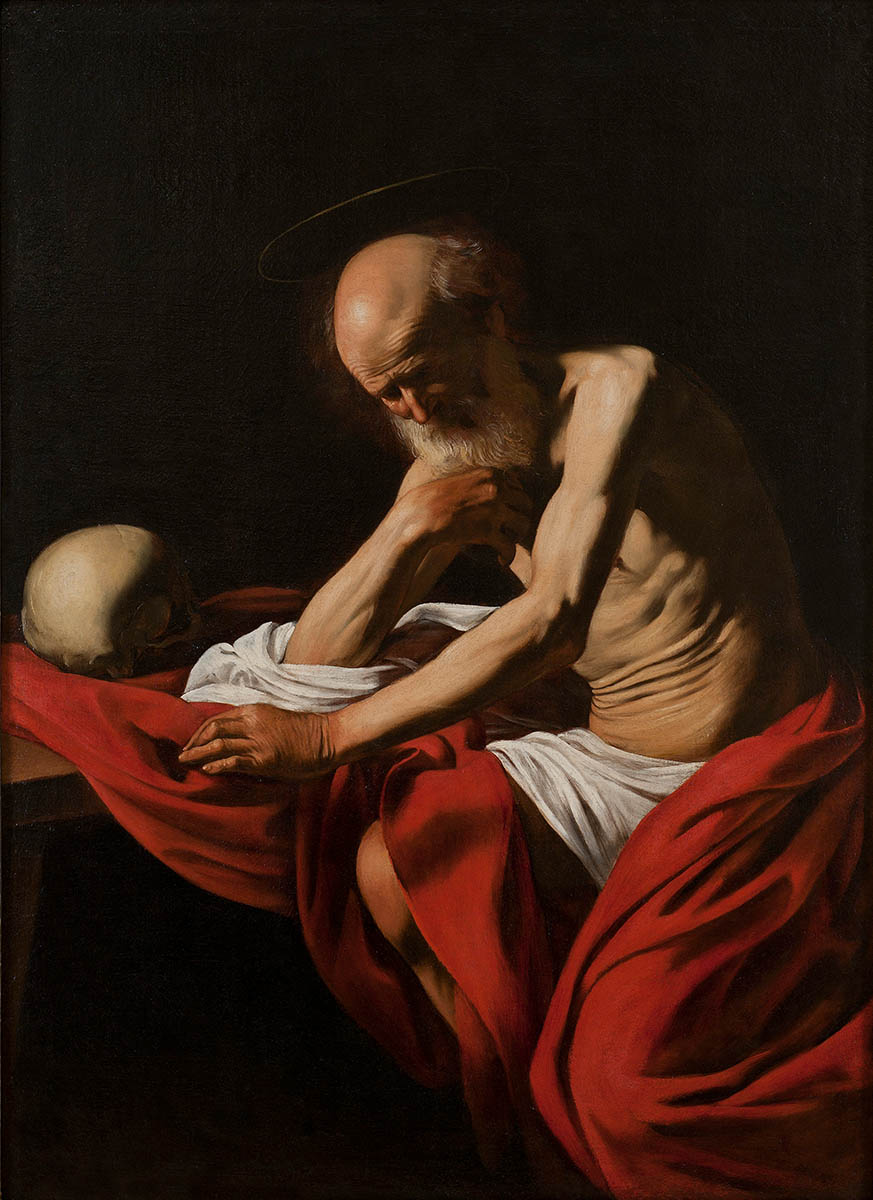
Quadre de Caravaggio, ca. 1605 (Museu de Montserrat)
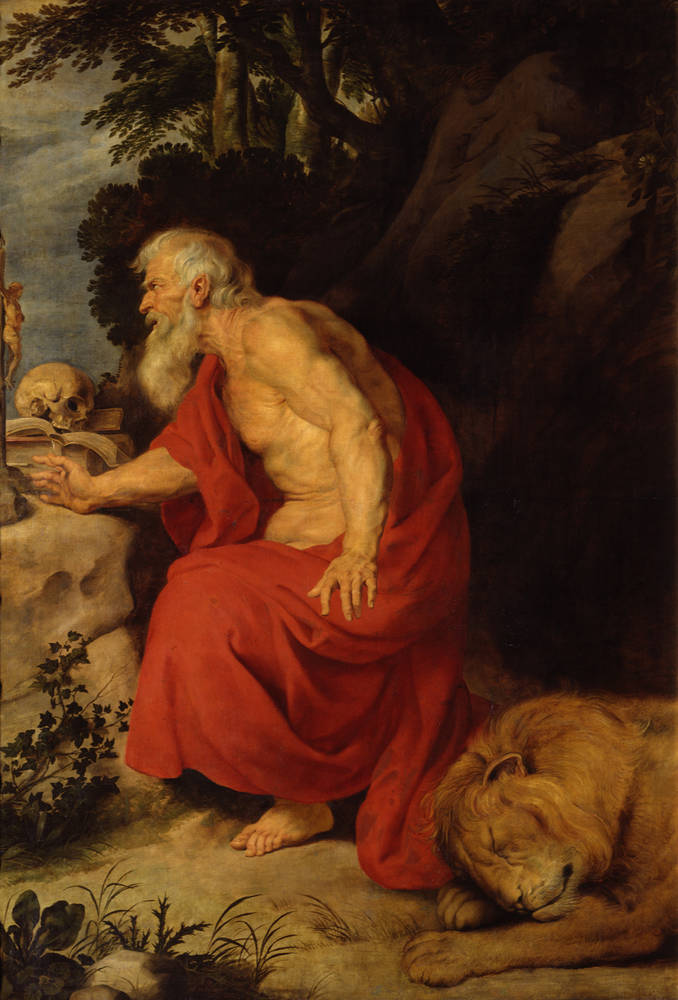
Pintura de Rubens, segle xvii (Dresde, Gemäldegalerie)
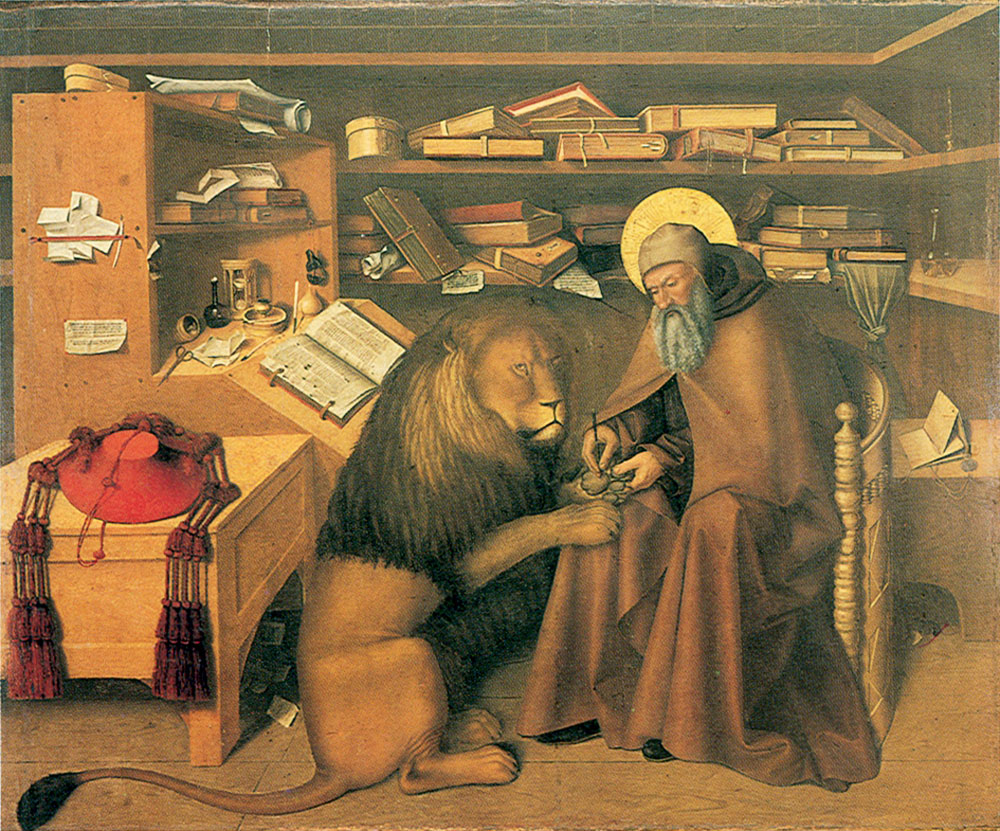
Oli de Niccolà Colantonio, 1440-70 (Nàpols, Museo di Capodimonte)
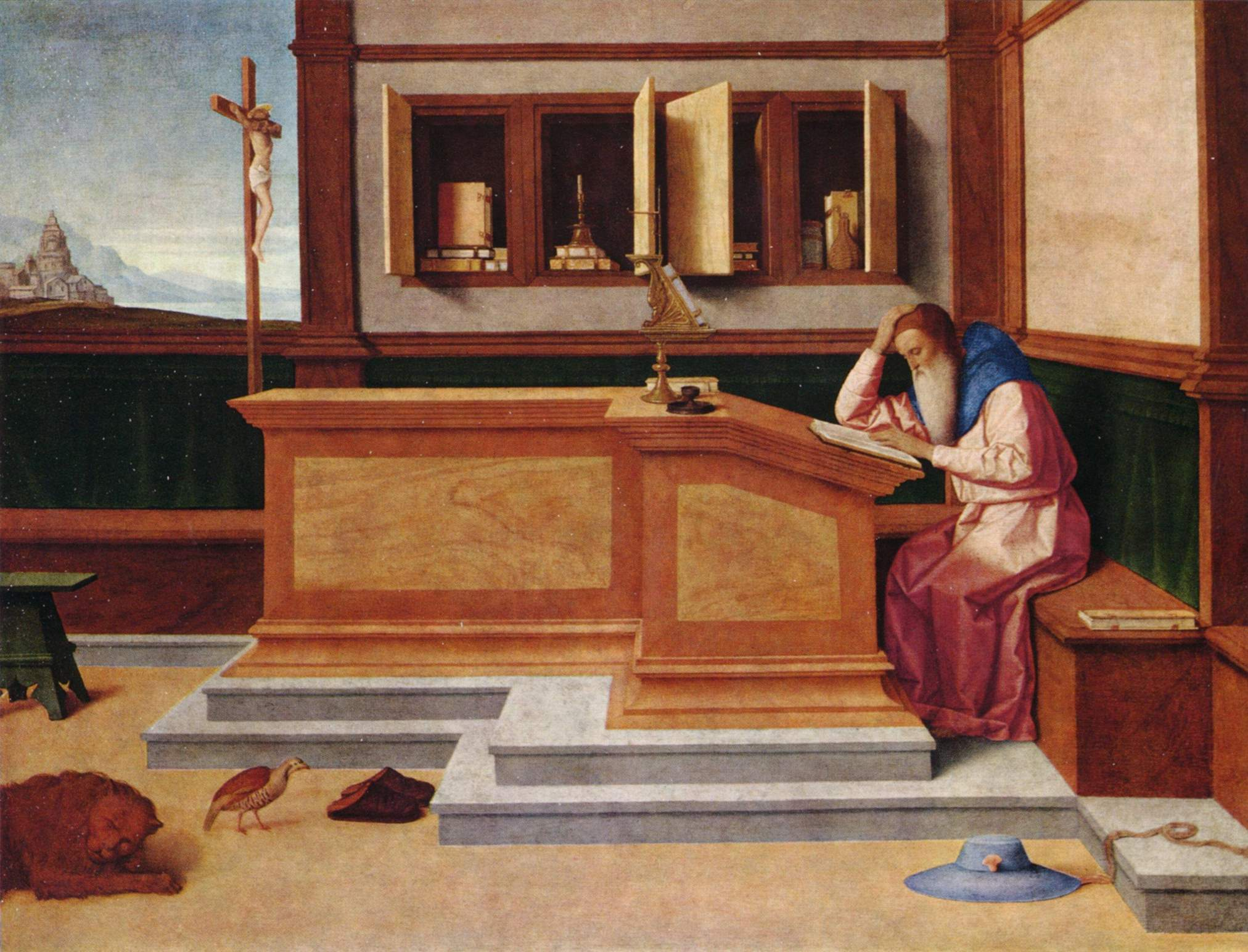
Pintura de Vincenzo Catena, segle xvi (Londres, National Gallery)
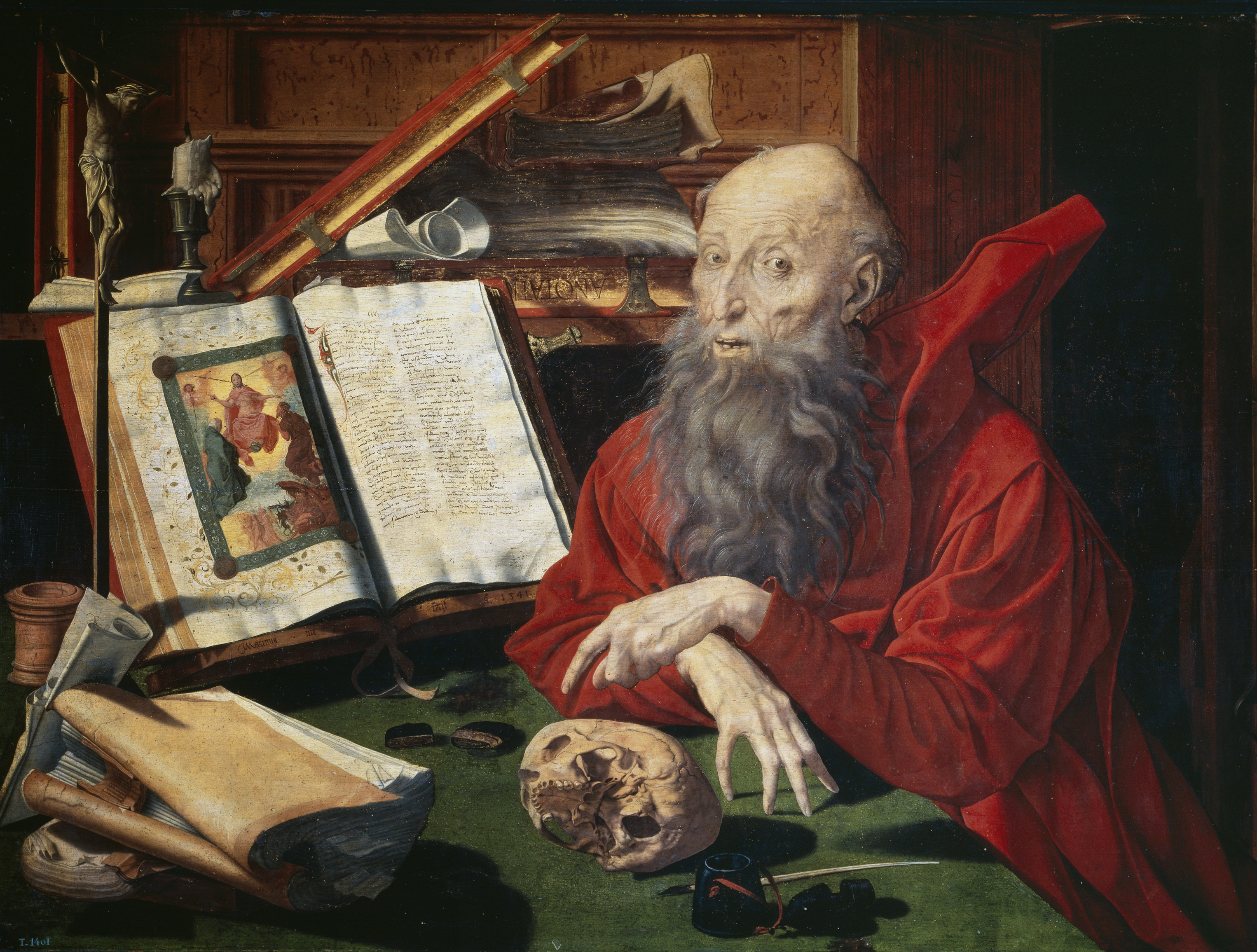
Oli de Marinus van Reymerswaele, 1541 (Madrid, Prado)
Escenes de la vida del sant, a la Primera Bíblia de Carles el Calb, ca. 846 (París, Bib. nationale, Ms. Lat. 1)
Ordo seu regula
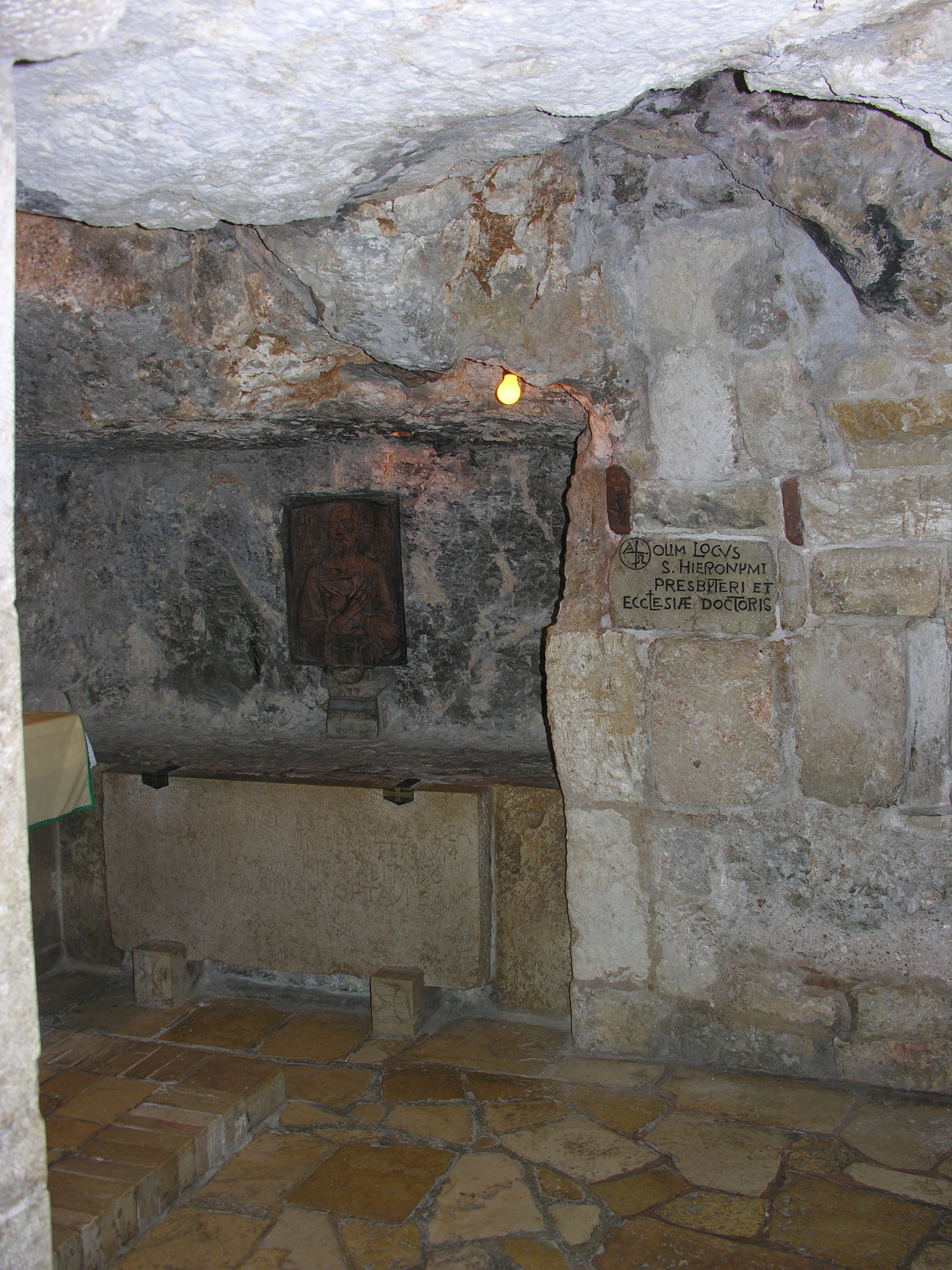
Cova de Sant Jeroni a Betlem.
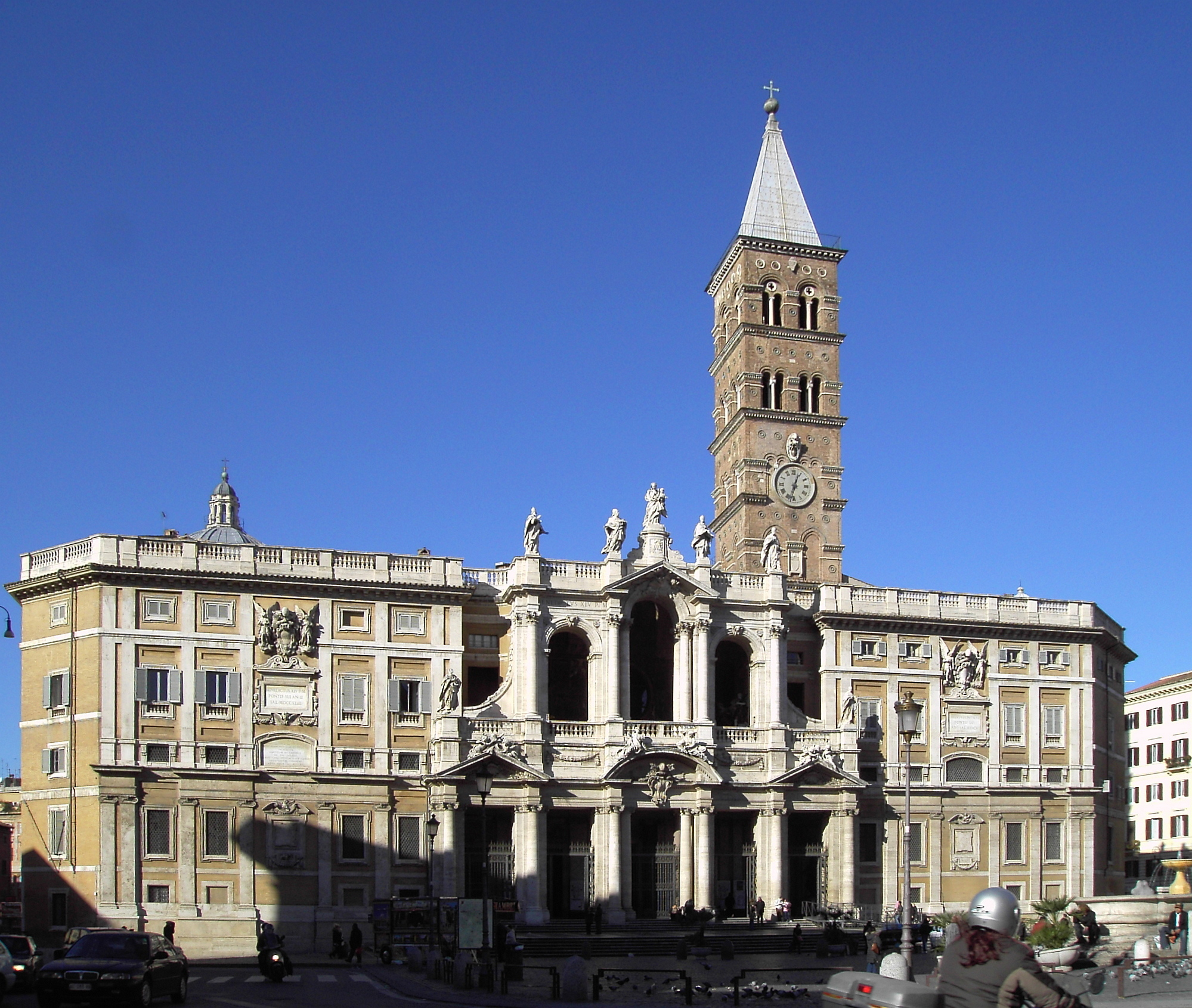
Santa Maria la Major de Roma .
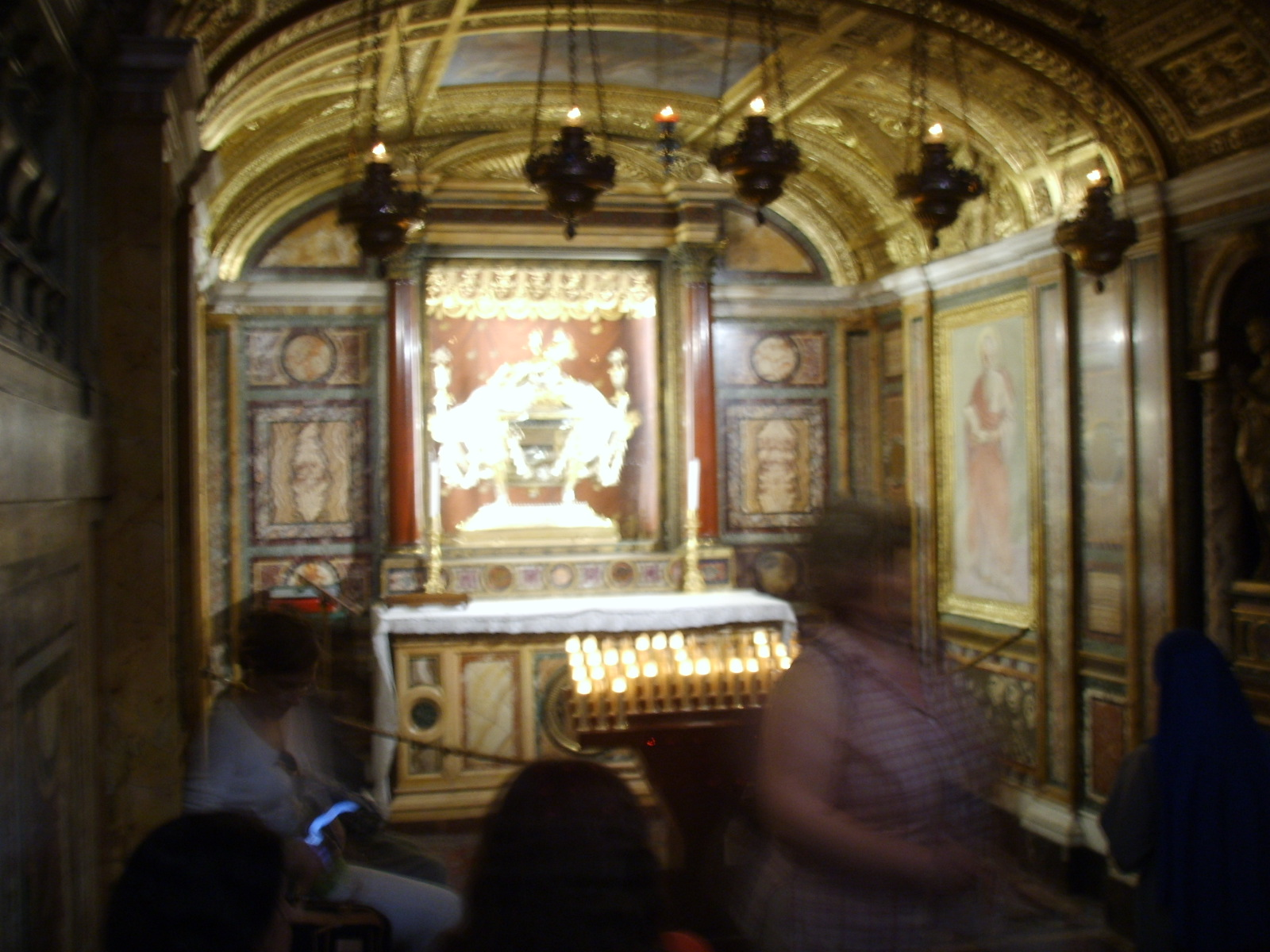
Cripta de Santa Maria la Major (Roma), on hi ha les restes del sant.
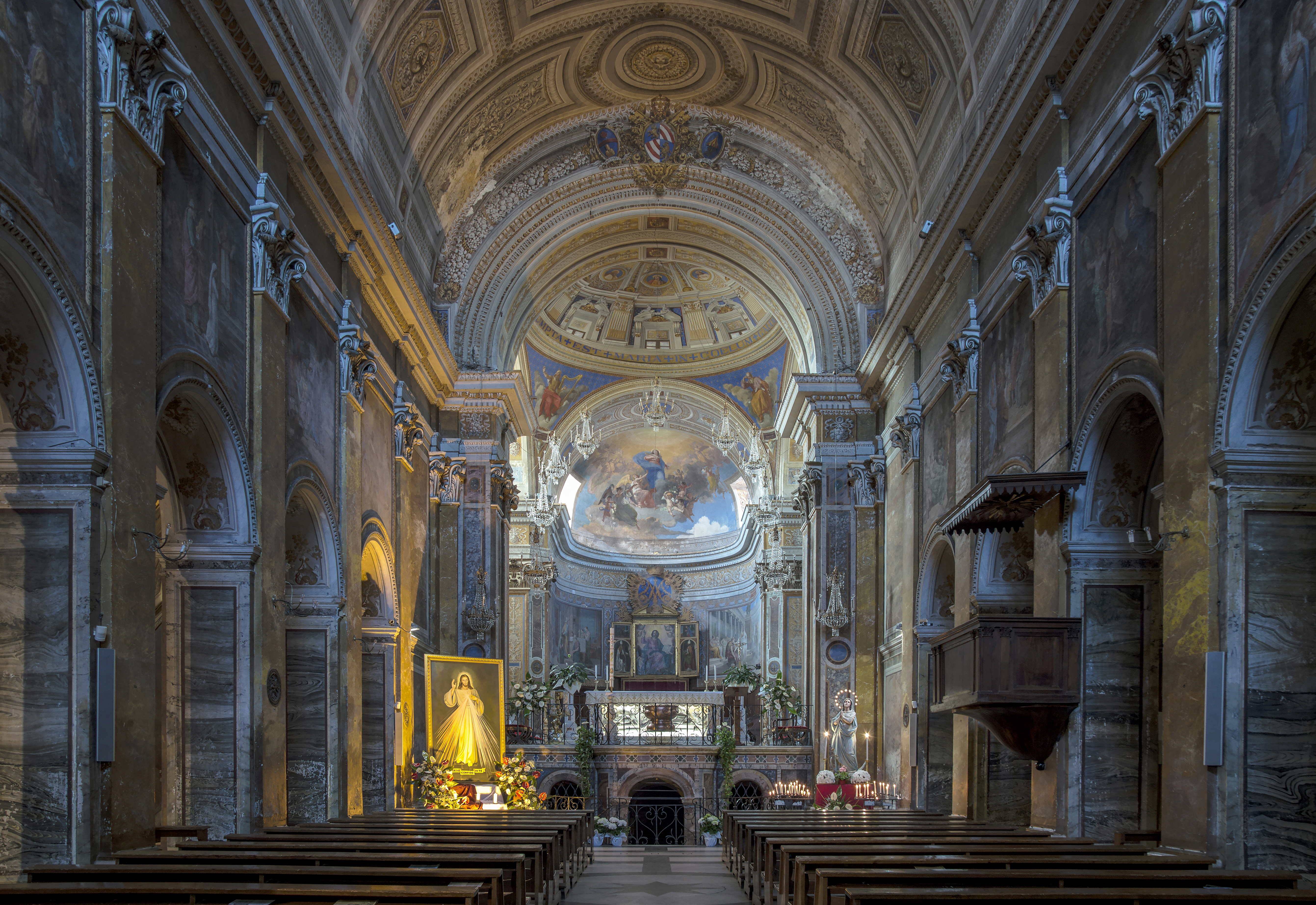
Una tradició diu que la Catedral de Nepi guarda el cap de Sant Jeroni.